# ماركوس إليسر بلوخ
كان ماركوس إليسر بلوخ (1723–1799) طبيبًا وخبيرًا طبيعيًا ألماني يهودي. على الرغم من أنه حصل على تعليم محدود، فقد أصبح مدرسًا في هامبورغ، وتعلم الألمانية واللاتينية ودرس علم التشريح. استقر في وقت لاحق في برلين حيث أصبح طبيبا. كان لهُ اهتمام دؤوب بالتاريخ الطبيعي، وقد جمع مجموعة خاصة من الأشياء الطبيعية. يعتبر بشكل عام واحدًا من أهم علماء علم الأسماك في القرن الثامن عشر، وكتب العديد من الأوراق حول التاريخ الطبيعي والتشريح المقارن وعلم وظائف الأعضاء.